# John Zerzan

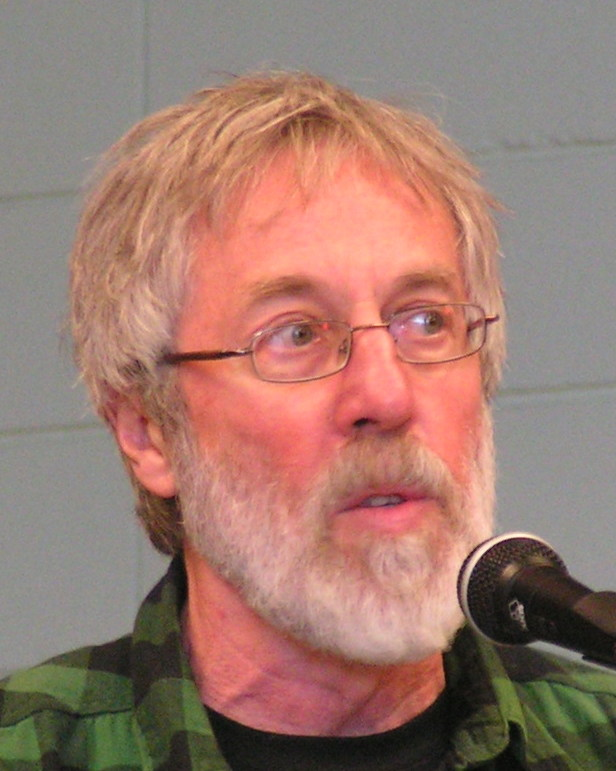
John Zerzan, 2010

John Zerzan (* 1943 in Salem, Oregon) ist ein US-amerikanischer Schriftsteller, Medienkünstler, Anarchist und eine zentrale Figur des Primitivismus in den Vereinigten Staaten.
In seinem Werk kritisiert er Zivilisation als inhärent unterdrückend und stellt ihr Lebensformen prähistorischer Populationen gegenüber, als Sinnbild einer freien Gesellschaft. Teilweise reicht seine Kritik so weit, Domestizierung, Sprache, symbolisches Denken (wie Mathematik und Kunst) und das Konzept der Zeit abzulehnen. Seine vier bedeutendsten Publikationen umfassen: Elements of Refusal (1988), Future Primitive and Other Essays (1994), Against Civilization: A Reader (1998) und Running on Emptiness (2002).

## Leben
Zerzan, Sohn tschechischer Einwanderer, absolvierte ein Studium der Geschichtswissenschaft, den Bachelor an der Stanford University, sowie den Master an der San Francisco State University. Die begonnene Doktorarbeit an der University of Southern California führte er nicht zu Ende.
In den 1960ern wurde er wegen zivilen Ungehorsams verhaftet, als er an einem Anti-Vietnamkriegs-Marsch an der Berkeley-Universität teilnahm. Zerzan wurde zu einer zweiwöchigen Haftstrafe verurteilt, die er im Alameda County Jail absaß. Er beschloss daraufhin, niemals wieder aus freien Stücken Gefängnisaufenthalte auf sich zu nehmen, soweit dies in seiner Macht stünde. In jenen Jahren war er befreundet mit Ken Kesey und den „Merry Pranksters“ sowie der Musik- und Rauschszene im damaligen San Francisco und „Haight-Ashbury“.
Als damaliger Linker arbeitete er in den späten 1960ern als Sozialarbeiter für den kalifornischen Staat. Frustriert über die Arbeits- und Lebensbedingungen eines schlecht bezahlten Angestellten setzte er sich für den Aufbau einer Gewerkschaft für den öffentlichen Dienst ein, wurde 1968 zu deren Vize und ein Jahr später zu deren Oberhaupt gewählt. Die örtliche Situationistengruppe beschimpfte ihn jedoch als einen „linken Bürokraten“. Trotz allem sympathisierte er mit dem Situationismus um den französischen Schriftsteller und Aktionskünstler Guy Debord.
Während die studentische und die Hippie-Bewegung in den 1970er Jahren immer schwächer wurde und an Einfluss verlor, wurde Zerzan alkoholabhängig. Höhe- und Wendepunkt seiner Sucht soll ein Ereignis sein, bei dem er sein Mobiliar auf einem Platz in San Francisco verbrannt haben soll. Danach soll er sich wieder mehr auf das Schreiben für anarchistische Periodika verlegt haben.
Zerzan war einer der Herausgeber der bis 2008 halbjährlich erschienenen Zeitschrift Green Anarchy. Er ist auch der Kopf hinter Anarchy Radio in Eugene an der Campusradiostation KWVA. Er schreibt Beiträge für Magazine wie Adbusters. Als Vortragsreisender tourte er gelegentlich weltweit. Zerzan ist verheiratet mit einer Archivarin der University of Oregon und lebt heute in der Nähe von Eugene.

## Schriften
- Twilight of the Machines. Los Angeles: Feral House, 2008. ISBN 1-932595-31-7 bzw. ISBN 978-1-932595-31-4
- Running on emptiness: the pathology of civilisation. Los Angeles, California: Feral House; London: Turnaround, 2002. 320 S. ISBN 0-922915-75-X
- Against Civilization: Readings and Reflections. Uncivilized Books, 1999. ISBN 0-9667758-0-5 bzw. ISBN 978-0-9667758-0-8 (Enlarged edition, Feral House, 2005. ISBN 0-922915-98-9 bzw. ISBN 978-0-922915-98-9)
- Future primitive and other essays. Brooklyn, N.Y.: Autonomedia, c1994. ISBN 1-57027-000-7
- Alice Carnes & John Zerzan: Questioning Technology: A Critical Anthology: Tool, Toy or Tyrant?. New Society Publishers, 1990. ISBN 0-86571-205-0 bzw. ISBN 978-0-86571-205-8
- Elements of refusal. 1988 und 1999 (2nd Ed.) Columbia, Mo.: Paleo Editions, c1999. 308 S. ISBN 1-890532-01-0
- G. Munis, John Zerzan: Unions against revolution: two essays. Detroit: Black & Red; Chicago: New Space, 1975.